# Santiago Londoño
Santiago Londoño Carvajal es un actor colombiano de cine, teatro y televisión. Licenciado en Arte Dramático de la Universidad del Valle, Londoño ha participado en producciones cinematográficas como Loving Pablo, El soborno del cielo y Río seco, y en series de televisión como La niña, Alias el Mexicano y Mentiras perfectas.

## Filmografía

### Televisión
- La reina de Indias y el conquistador (2020)
- Distrito salvaje (2019)
- El Rey del Valle (2018)
- La pelea del siglo (2017)
- El Comandante (2017)
- La niña (2016)
- La fiesta del chivo (2015)
- La tusa (2015)
- Alias el Mexicano (2014)
- La viuda negra (2014)
- Mentiras perfectas (2013)
- Comando élite (2013)
- El día de la suerte (2013)
- Tres Caínes (2013)
- ¿Dónde está Elisa? (2012)
- Amor sincero (2010)

## Cine
- Río Seco (2019)
- Loving Pablo (2017)
- El soborno del cielo (2016)
- El cartel de la papa (2016)
- El silencio del río (2015)
- Virus tropical (2015)
- Señoritas (2014)
- 180 segundos (2012)
- Dr. Alemán (2009)
- Perro come perro (2008)